# 美国社会民主主义

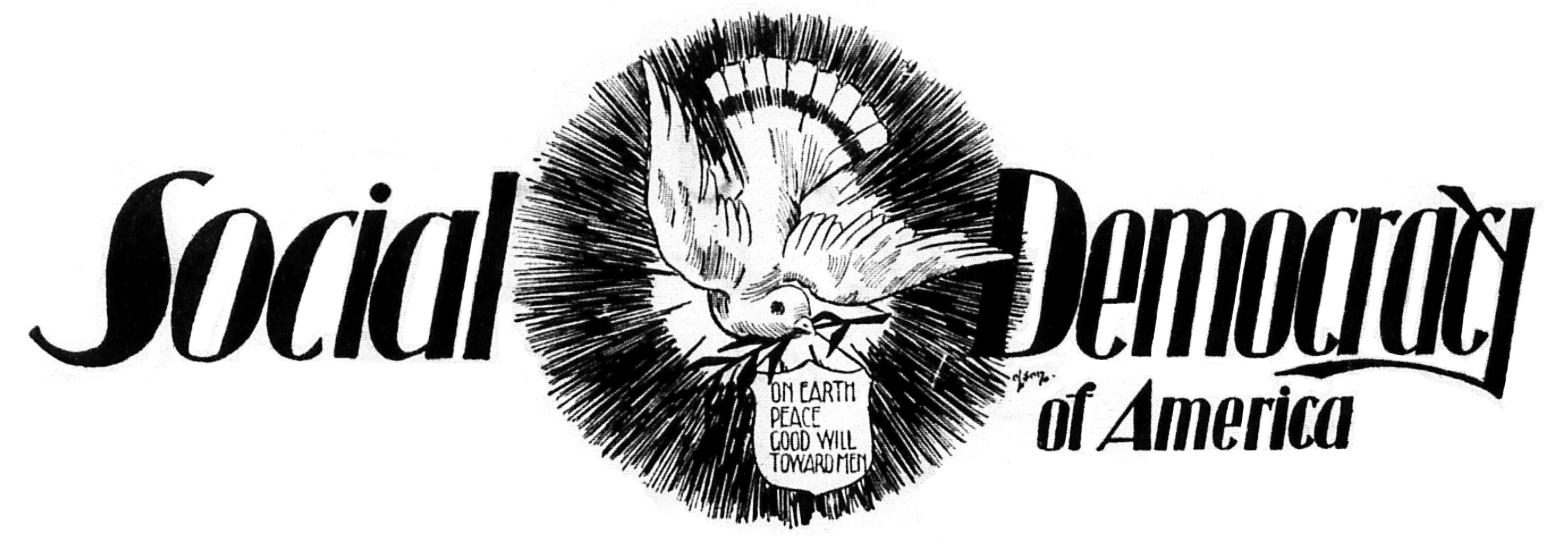
美國社會民主主義的象徵

美国社会民主主义（英語：Social Democracy of America，缩写为SDA）是美国历史上的一个短暂存在的民主社会主义和空想社会主义政治组织，旨在通过建立意识社区与政治行动相结合的方式实现社会主义社会。该组织成立于1897年6月15日。该党在1898年举行的大会上分裂为政治派和殖民派，政治派于1898年6月11日另立美国社会民主党。1898年9月，该组织在西雅图重新注册为“合作兄弟会”。1913年1月10日，法官约翰·P·杨下令解散合作兄弟会。